# روز ژانویه
روز ژانویه (انگلیسی: Día de Enero) نام ترانه‌ای از از هنرمند اهل کلمبیا شکیرا است که در ۱۹ ژانویه ۲۰۰۶ منتشر شد. این ترانه از آلبوم دلبستگی دهانی جلد ۱ می باشد.